# Cosmia distincta
Cosmia distincta là một loài bướm đêm trong họ Noctuidae.